# Афшин-бей
Афшин (тур. Afşin Bekçioğlu; ум. после 1079) — военачальник сельджукских султанов Алп-Арслана и Мелик-шаха.
Афшин участвовал в сельджукском покорении Анатолии (в период службы Алп-Арслану) и Сирии (в период службы Мелик-шаху). В Сирии он действовал под началом брата Мелик-шаха, Тутуша.

## Происхождение и семья
Отцом Афшина был Бекчи, вождь одного из кланов туркмен ивэ, которые мигрировали из Центральной Азии в Западный Иран после создания государства Сельджуков. В источниках о Бекчи нет сведений, о его существовании известно благодаря его сыновьям. Помимо Афшина у Бекчи было ещё три сына: эмир Синджара Арсланташ, Темир Юрек и ещё один, имя которого неизвестно. Арсланташ, Темир Юрек и сыновья Арсланташа правили Синджаром в течение 32 лет с 1096 по 1128 год, княжество называлось Бекчиогуллары и существовало до того времени, как Имадеддин Зенги был назначен атабеком Мосула.
В качестве личного имени Афшин встречается в исламский период. В доисламское время это был княжеский титул правителей Уструшаны.

## Биография

### Набеги на Византийские территории
Первое упоминание Афшина в источниках относится к 1066 году. В 1064 году сельджукский султан Алп Арслан организовал поход в Грузию и Восточную Анатолию. В завоеванные им области султан назначил сельджукских наместников. Через некоторое время он покинул Анатолию, но велел полководцам «продолжать завоевания без перерыва». В 1066 году он поручил хаджибу (камергер) Гюмюштекину и Афшину возглавить анатолийские завоевания. Войска сельджуков из бассейнов рек Мурат и Тигр двинулись на юг к Джазире. Они захватили византийские замки в районах Эргани и Низипа и осадили Нусайбин. Позднее Афшин совершал набеги на другой берег Евфрата в регионы Адыямана. Византийский полководец Аруанданос потерпел тяжёлое поражение в районе замка Хосин и попал в плен. Сельджуки отпустили его в обмен на 40 000 золотых монет. После этой успешной кампании Гюмюштекин, Афшин и другие эмиры вернулись в Ахлат с богатой добычей и множеством пленных.
Хаджиб Гюмюштекин поссорился с братом Афшина (имя брата не упоминается в источниках) и убил его, в ответ Афшин убил Гюмюштекина. Опасаясь гнева султана за убийство такого ценного эмира, Афшин с отрядом оставил Ахлат. Он обосновался в горах Аманос, захватил город Дюлюк. Другой его отряд из тысячи всадников в августе 1067 года совершил набег на Антиохию. 3атем Афшин направился на север в сторону Мелитены, где разгромил византийское войско. Спасшиеся греки с трудом укрылись в замке. Афшин временно завоевал Кайсери. В конце 1067 года он продал в Алеппо большое количество добычи и пленных, захваченных им в Анатолии. В 1068 году Афшин продолжил набеги на окрестности Антиохии. Пострадали все регионы между Алеппо и Антиохией, было захвачено бесчисленное количество добычи и пленных. Афшин осаждал Антиохию и город был на грани падения. Однако в это время султан Алп-Арслан прислал ему письмо с прощением. После этого Афшин заключил соглашение с византийским наместником Антиохии. В апреле 1068 года он снял осаду в обмен на «100 тысяч золота, военное снаряжение, ценную одежду и ткани» и отправился ко двору султана.
В 1068 году султан отправился во второй Кавказский поход . После смерти караханидского правителя ему пришлось вернуться из-за нестабильности восточных рубежей. Он оставил часть своей армии на границе Анатолии и велел эмирам (Кутулмышоглу Мансур и Сулейман, Эрбасан, Салтук) продолжать завоевание. Они совершали постоянные набеги на Византию. В конце 1068 года Афшин вместе с Ахмет-шахом начал набеги в Центральную Анатолию до Сакарьи.
Он захватил и разрушил Аморион на пути из Константинополя в Киликию. Император пытался принять меры, чтобы остановить Афшина, но был вынужден вернуться из-за наступления зимы. Сибт Ибн аль-Джаузи описывал, как Афшин-бей завоевал этот город. По словам историка, император Роман Диоген заключил в тюрьму брата «великого и ценного патриарха». Патриарх сообщил Афшину, что войдёт в город и сдаст его эмиру. Прибыв в Аморион, он заявил, что «византийский император послал меня, чтобы помочь вам против турок, которые разрушили и разграбили вашу область». Его впустили в город, который он сдал эмиру.
В 1069 году через несколько дней после возвращения Романа Диогена в Константинополь Афшин вместе с Салтуком, Дилмачоглу Мехметом, Арсланташем и другими эмирами снова начал совершать набеги на юго-восточную Анатолию. Силы, посланные императором, потерпели поражение. После этого император послал в Себастию и Мелитену две армии под командованием Мануила Комнина и Филарета Брахамиоса. Сам он выступил с третьей армией. Его главной целью было захватить Ахлат, превращённый сельджуками в базу для набегов. Когда Роман Диоген прибыл в район Харпута, Афшин и другие эмиры напали на Мелитену, которую защищал Филарет Брахамиос, и разбили там византийские войска. Афшин и другие эмиры продолжали свои набеги и захватывали многие провинции. Императору сообщили, что Иконий находится в руках сельджуков, он прибыл в Кайсери, чтобы перерезать дороги противнику. Тем не менее Афшину и другим эмирам удалось без потерь добраться до Алеппо. Роман Диоген вернулся в Константинополь, не добившись успеха во второй анатолийской кампании. Он хотел отправиться в третью экспедицию в Анатолию в 1070 году, чтобы остановить бесконечные набеги сельджуков, но некоторые придворные помешали ему. После этого он назначил Мануила Комнина главнокомандующим восточными армиями и отправил его в Анатолию.

### Преследование Эл-Басана
В 1069/70 году, когда Алп-Арслан отправился в поход в Анатолию, Эл-басан бежал на территорию Византии. Султан поручил Афшину «захватить Эрбасана и доставить его ему». Когда Эл-басан узнал о преследовании, он направился к Сивасу. Здесь он столкнулся с византийским войском под командованием Мануила Комнина. Эл-басан использовал традиционную тактику кочевников — имитация бегства и заманивание противника в ловушку и захватил Мануила Комнина в плен. Понимая, что не сможет противостоять преследовавшей его армии султана, Эл-басан договорился с Мануилом и отправился с ним в Константинополь к императору Роману Диогену.
Афшин, преследуя Эл-басана, дошёл до пролива Дарданеллы . Он отправил к императору посланника с сообщением, что между двумя династиями была дружба, что поэтому он не разрушил ни одного города на этот раз, что Эл-басан стал врагом султана. Императору было предложено выдать Эл-басана, если у него нет враждебности к султану. На это император ответил, что не может выдавать человека, который отдал себя под его покровительство. Тогда Афшин разрушил множество крепостей по всей Каппадокии и за её пределами, вплоть до Хоназа, кроме замков, которые были защищены большими и крепкими стенами. После он ушел на восток, так как наступила зима. О ситуации с Эл-басаном и результатах своего похода против Византии Афшин написал Алп-Арслану, возвращавшемуся из сирийского похода.

### Последние годы
Афшин вернулся в Ахлат с многочисленными пленниками и добычей. 26 августа 1071 года на равнине Рахве между Манцикертом и Ахлатом состоялась битва при Манцикерте. Афшин принимал в ней участие, но подробности неизвестны. По словам А. Севима, «весьма вероятно, что эмир Афшин, обладавший способностью к быстрому передвижению, был командующим войсками сельджуков, которые устраивали засады».
Нет информации о деятельности Афшина в период между битвой при Манцикерте (1071) и походом Тутуша, сына Алп-Арслана, в Сирию в 1077 году. В эти годы после Алп-Арслана и воцарения Меликшаха Афшин мог заниматься завоеваниями византийских территорий в Анатолии. В начале 1077 года завоевавший Сирию эмир Атсыз потерпел поражение в Египте. Будучи уверен, что Атсыз погиб, Мелик-шах назначил своего брата Тутуша, вали Гянджи, сельджукским правителем Сирии и Палестины. Афшину, как и другим эмирам, покорявшим Анатолию, было приказано поступить на службу к Тутушу. Тутуш прибыл с армией в окрестности Диярбакыра, где узнал, что Атсыз не погиб в египетской кампании. Он доложил о этом Мелик-шаху. После этого султан отправил Тутушу новый приказ, «не входить в Сирию и Палестину, находящиеся под властью Атсыза, а действовать в регионе Алеппо».
Тутуш не смог добиться успеха в Северной Сирии. Вместе с Афшином и другими эмирами он решил зимовать Диярбакыре. В 1079 году они начали осаду Алеппо. В это время Атсыз из Дамаска отправил к Тутушу просьбу о помощи. Тутуш направился в Дамаск, Афшин был среди сопровождавших его эмиров. Их прибытие заставило армию Фатимидов, осаждавших Дамаск, отступить. Хотя Атсыз подчинился Тутушу, тот велел задушить его тетивой лука, а затем обезглавить брата Атсыза, Чавлы. Из-за жестокости Тутуша Афшин опасался оставаться на службе у него. Он тайно покинул Дамаск и продолжил свои завоевания в Северной Сирии, а потом в Юго-Восточной Анатолии. Другие туркменские беи также оставили службу у Тутуша и ушли в Анатолию. Это последнее упоминание Афшина в источниках. Ф. Сюмер писал, что о дальнейшей судьбе Афшина сведений нет. По мнению историка А. Севима, отсутствие дальнейших упоминаний о таком крупном деятеле означает, что он вскоре скончался.

## Личность
Афшин, по словам Д. Николле, обладал вспыльчивым характером. Следствием этого он был чрезмерно жесток по отношению к врагам. Он заработал «ужасающую репутацию из-за разрушений, учиненных его людьми между Алеппо и Мааррат-эн-Нууман». А. Севим и Ф. Сюмер называли Афшина великим полководцем. Афшин был настолько ценен, что султан помиловал его после убийства им другого эмира.
Ещё в XVI веке османские реестры Мараша фиксировали наличие места под названием Тель Афшин.